# Józef Piotr Klim
Józef Piotr Klim (Mońki; 19 de Outubro de 1960 — ) é um político da Polónia. Ele foi eleito para a Sejm em 25 de Setembro de 2005 com 7815 votos em 24 no distrito de Białystok, candidato pelas listas do partido Platforma Obywatelska.